# Carrizal (khu tự quản)
Carrizal là một khu tự quản thuộc bang Miranda, Venezuela. Thủ phủ của khu tự quản Carrizal đóng tại Carrizal. Khự tự quản Carrizal có diện tích 32 km2, dân số theo điều tra dân số ngày 21 tháng 10 năm 2001 là 41103 người.